# Estadi Municipal de Palamós - Costa Brava
L'Estadi Municipal Palamós Costa Brava és un estadi poliesportiu a Palamós. Hi juguen dos equips de futbol, el Palamós Club de Futbol i el Llagostera.

## Projecte
L'abril del 1987 l'Ajuntament de Palamós va encarregar el projecte als arquitectes Manuel Giralt Clausells i Jordi Rogent i Albiol, per substituir al camp de terra del carrer Cervantes, a uns terrenys aleshores als afores del poble, i havia de costar uns 50 milions de pessetes. Les obres d'urbanització van arrencar la tardor de 1988 i la construcció de l'estadi es va acabar l'any següent, amb un cost de 137,5 milions de pessetes.

## Història
El projecte va generar neguit a l'ajuntament perquè calia fer una inversió molt gran i pel precedent del Joventut de Mollerussa, que va quedar cuer en la seva primera i única temporada a la Segona divisió espanyola de futbol.
El Palamós Costa Brava va ser inaugurat el 29 d'agost de 1989 amb el nom de Nou Estadi Municipal de Palamós. Esdevingué el nou estadi del Palamós Club de Futbol que reemplaçava el Camp de Cervantes. El primer partit va ser un amistós on el Palamós va vèncer a 2–1 el Futbol Club Barcelona.
El primer partit oficial de competició va ser el 10 de setembre i va acabar amb un empat a 1 amb el Llevant Unió Esportiva de la Segona divisió espanyola de futbol. Aquest va ser el període més reeixit del club, com que va romandre a la segona divisió durant sis temporades. Per això l'estadi va acollir partits de segona A entre el 1989 i el 1995.
Des del 7 de juliol del 2014 va passar a jugar-hi la Unió Esportiva Llagostera. La decisió es va prendre davant la impossibilitat de complir amb els requisits de la Lliga de Futbol Professional per a jugar a la Segona divisió espanyola de futbol al Municipal de Llagostera i després que les negociacions per jugar a l'Estadi Municipal de Montilivi no prosperessin.

## Renovacions
Amb una capacitat inicial d'uns 6.000 espectadors, l'estadi no complia els requisits de la Lliga de Futbol Professional. Per aquest motiu l'estiu del 2015 l'estadi es va renovar, s'hi van posar nous seients i es va reduirla capacitat fins als 3.724 espectadors. El 2 d'agost de 2015 l'estadi rep el nom nou Estadi Municipal Palamós Costa Brava.